# Paul Boocock
Paul Boocock (* 18. August 1964) ist ein US-amerikanischer Theater- und Filmschauspieler, Synchronsprecher, Komiker und Autor.

## Leben
Boocock besuchte das Williams College und arbeitete bei Performance-Projekten mit Studenten des Williams Summer Theatre Lab zusammen. Er ist Mitglied des Elevator Repair Service, ein in New York City ansässiges Theaterensemble. Er wurde bekannt durch seine Tätigkeit im Comedy-Duo-Programm Premium Bob Ende der 1990er Jahre. Dadurch erhielt er einen Fernsehvorvertrag mit ABC und Auftritte im Off-Broadway Kaufman Theatre.  Sein drittes Comedy-Programm Boococks House of Baseball wurde für zwei New York Innovative Theatre Awards 2006 nominiert.
Seine erste Filmrolle hatte er 1997 in Henry Fool. Es folgten Besetzungen in Kurzfilmen und Episodenrollen in Fernsehserien. 2012 hatte er in dem B-Movie Arachnoquake eine der Hauptrollen inne. Von 2015 bis 2016 verkörperte er in insgesamt sieben Episoden die Rolle des Doctor in der Fernsehserie Callie & Izzy. Seit 2004 übernahm er diverse Sprechrollen in der Zeichentrickserie The Venture Bros. in über 25 Episoden.
Er ist Mit-Autor des 2014 erschienenen Buches MeatWater Manifesto.

## Filmografie

### Schauspiel
- 1997: Henry Fool
- 2003: Grasshopper (Kurzfilm)
- 2004: Boutique (Kurzfilm)
- 2005: Anna on the Neck (Kurzfilm)
- 2006: Criminal Intent – Verbrechen im Visier (Law & Order: Criminal Intent) (Fernsehserie, Episode 5x10)
- 2010: Virginia
- 2012: Arachnoquake (Fernsehfilm)
- 2014: Ned Rifle
- 2015–2016: Callie & Izzy (Fernsehserie, 7 Episode)
- 2016: The Board

### Synchronsprecher
- 2004–2018: The Venture Bros. (Zeichentrickserie, 25 Episoden, verschiedene Rollen)

## Werke
- MeatWater Manifesto. Kehrer Verlag, Heidelberg, 2014, ISBN 978-3-86828-561-1